# Vittia salina
Vittia salina là một loài rêu trong họ Amblystegiaceae. Loài này được Hedenäs & J. Muñoz mô tả khoa học đầu tiên năm 2002.